# Okręg wyborczy Birmingham Stechford
Okręg wyborczy Birmingham Stechford powstał w 1950 r. i wysyłał do brytyjskiej Izby Gmin jednego deputowanego. Okręg obejmował dzielnicę Stechford w Birmingham. Został zlikwidowany w 1983 r.

## Deputowani do brytyjskiej Izby Gmin z okręgu Birmingham Stechford
- 1950–1977: Roy Jenkins, Partia Pracy
- 1977–1979: Andrew MacKay, Partia Konserwatywna
- 1979–1983: Terry Davis, Partia Pracy